# Bermudagidiella bermudiensis
Bermudagidiella bermudiensis es una especie de crustáceo anfípodo marino de la familia Bogidiellidae.

## Distribución geográfica
Es endémica de las Bermudas.